# هنري سيمز
هنري سيمز (بالإنجليزية: Henry Sims)‏ مواليد 27 مارس 1990 في بالتيمور، هو لاعب كرة سلة أمريكي بدأ مسيرته الاحترافية في سنة 2012 يلعب مع فريق بروكلين نتس في الرابطة الوطنية لكرة السلة كلاعب وسط ويحمل الرقم 14. يبلغ طوله 6 قدم 10 بوصة (2.1 م).

## فرق لعب لها
- نيو أورلينز بيليكانز
- كليفلاند كافالييرز
- فيلادلفيا سفنتي سيكسرز
- بروكلين نتس

## إحصائيات المسيرة

### الرابطة الوطنية لكرة السلة
| السنة   | الفريق                 | لعب | بدأ | دقيقة | ميداني% | ثلاثية | حرة  | ارتداد | صنع | استلاب | تصدي | نقطة |
| ------- | ---------------------- | --- | --- | ----- | ------- | ------ | ---- | ------ | --- | ------ | ---- | ---- |
| 2012–13 | نيو أورلينز بيليكانز   | 2   | 0   | 2.5   | .667    | .000   | .000 | 1.0    | .0  | .0     | .0   | 2.0  |
| 2013–14 | كليفلاند كافالييرز     | 20  | 0   | 8.4   | .400    | .000   | .571 | 2.8    | .3  | .3     | .4   | 2.2  |
| 2013–14 | فيلادلفيا سفنتي سيكسرز | 26  | 25  | 27.2  | .489    | .000   | .766 | 7.0    | 1.8 | .9     | .5   | 11.8 |
| 2014–15 | فيلادلفيا سفنتي سيكسرز | 73  | 32  | 19.2  | .474    | .182   | .774 | 4.9    | 1.1 | .5     | .4   | 8.0  |
| 2015–16 | بروكلين نتس            | 14  | 4   | 18.8  | .429    | .000   | .833 | 5.1    | .6  | .6     | 1.0  | 6.5  |
| المسيرة |                        | 135 | 61  | 18.8  | .471    | .174   | .767 | 5.0    | 1.0 | .6     | .5   | 7.6  |

## روابط خارجية
- هنري سيمز على موقع إن بي أي (الإنجليزية)
- هنري سيمز على موقع سبورتس رفرنس (الإنجليزية)
- هنري سيمز على موقع كرة السلة الأوروبية.كوم (الإنجليزية)
- هنري سيمز على موقع كلية كرة السلة في سبورتس رفرنس.كوم (الإنجليزية)
- هنري سيمز على موقع ريلجم (الإنجليزية)
- هنري سيمز على موقع بروبوليرز (الإنجليزية)
- هنري سيمز على موقع سبورتس رفرنس (الإنجليزية)
- هنري سيمز على موقع سبورتس رفرنس (الإنجليزية)